# Sebedražie
Sebedražie és un poble i municipi d'Eslovàquia que es troba a la regió de Trenčín. La primera menció escrita de la vila es remunta al 1245.

## Demografia
| Godina             | 1994 | 2004   | 2014   | 2024   |
| ------------------ | ---- | ------ | ------ | ------ |
| Nombre de persones | 1666 | 1726   | 1771   | 1666   |
| Diferència         |      | +3,60% | +2,60% | −5,92% |

| Godina             | 2023 | 2024   |
| ------------------ | ---- | ------ |
| Nombre de persones | 1688 | 1666   |
| Diferència         |      | −1,30% |